# 中華民國—巴基斯坦關係
中華民國與巴基斯坦聯邦於1947—1950年有官方外交關係。巴基斯坦是第一个与中华人民共和国建交，并与中华民国断交的伊斯兰国家，斷交後，目前沒有與現今的巴基斯坦伊斯蘭共和國互設具大使館功能的代表機構。對巴基斯坦的相關事務由駐沙烏地阿拉伯王國臺北經濟文化代表處、駐馬來西亞臺北經濟文化辦事處、駐香港臺北經濟文化辦事處共同管轄。

## 政治

### 外交

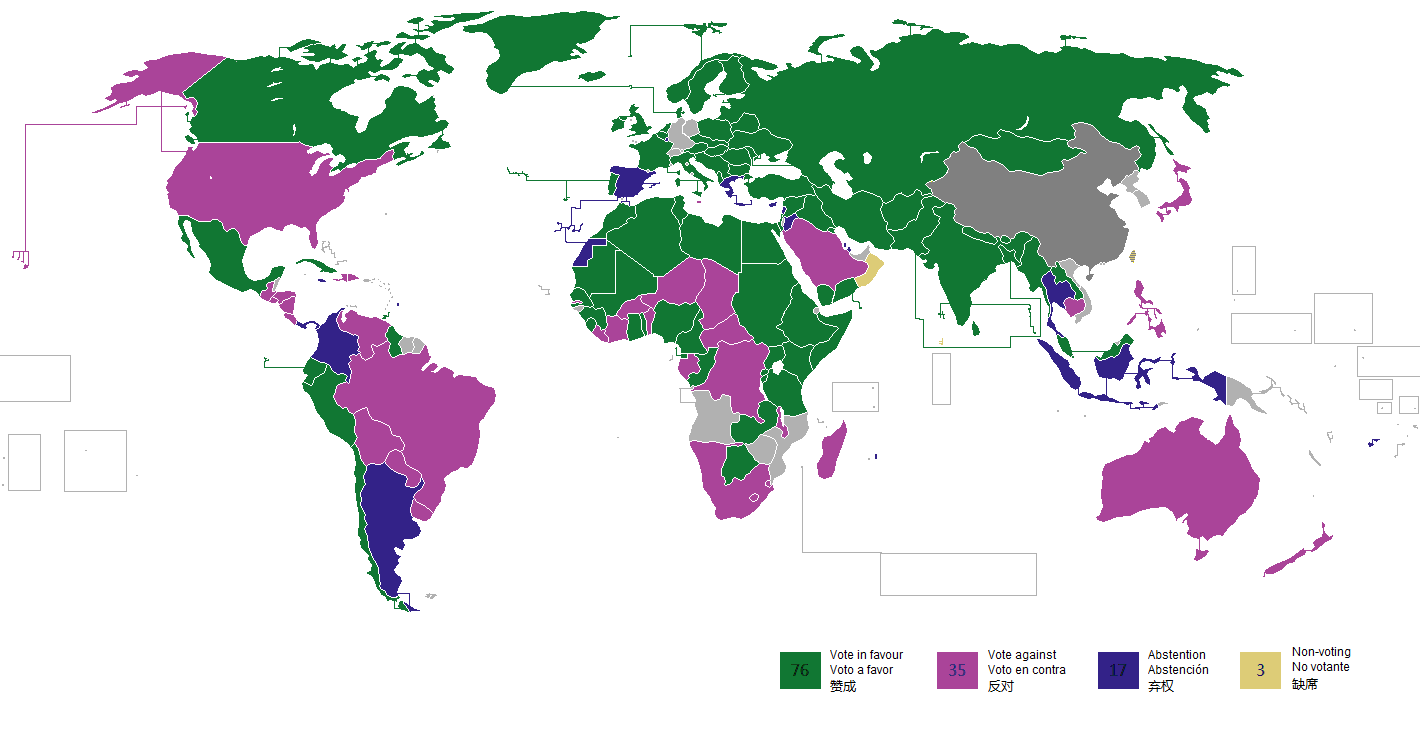
綠色國家表示在1971年的投票中反對中華民國續留聯合國，即《聯合國大會2758號決議》，其中包括巴基斯坦。

1943年10月1日，中美混合聯隊於英屬印度馬里爾（現今的巴基斯坦）成立，隸屬於美國第十四航空隊指揮體系。
1947年8月14日，中華民國與巴基斯坦聯邦建立大使級外交關係。但中華民國沒有派駐巴大使，而巴基斯坦有派駐華使節。
1948年8月，巴基斯坦政府準備在南京設立大使館。10月，巴基斯坦代表塔楚丁訪華處理在南京籌設大使館，並在上海籌設領事館事宜。
1949年4月，中華民國政府同意巴基斯坦在新疆喀什開設領事館。
1950年1月4日，巴基斯坦與中華民國斷交。
1971年7月，美國總統尼克森的總統國家安全事務助理季辛吉在訪問巴基斯坦的途中秘密訪問了北京（藉口肚子痛）。在北京，季辛吉會見中華人民共和國國務院總理周恩來。7月15日，尼克森宣布次年訪問中華人民共和國。此舉為日後關係正常化奠定基礎，兩岸政府的國際地位也開始逆轉。
1971年10月25日，第26屆聯合國大會就巴基斯坦等23國所提出的「恢復中華人民共和國在聯合國的合法權利」議案進行表決。最終以76票贊成、35票反對、17票棄權的結果通過。根據《聯合國憲章》和聯合國大會議事規則，提案通過即成為正式決議，是為《聯合國大會2758號決議》。中華民國、馬爾地夫、阿曼等3國未投票。代表中國正統的中華民國政府，以外交部長周書楷為代表，在表決之前數小時，於大會上主動宣布退出聯合國。日後，中華民國政府將此決議稱為「排我納匪案」。

#### 巴基斯坦自治領駐中華民國使節（1948－1950年）
| 姓名                            | 任命      | 到任          | 遞交國書      | 離任      | 外交衔级     | 外交職務 |
| ------------------------------- | --------- | ------------- | ------------- | --------- | ------------ | -------- |
| 塔楚丁 Khansahib taj-u-Din Khad | 1948年8月 | 1948年10月3日 | 1948年10月4日 | 1950年1月 | 特命全权公使 | 臨時代辦 |

#### 反對中華民國參與世界衛生大會
1997年5月－2008年5月，巴基斯坦多次在世界衛生大會的總務委員會或全會中，發言反對將「邀請中華民國（台灣）以觀察員身分參與世界衛生大會」的提案列入議程。
2018年5月－2019年5月、2021年5月－2025年5月，巴基斯坦在世界衛生大會的二對二辯論中，與中華人民共和國聯合封殺中華民國的邦交國將「邀請台灣以觀察員身分參與世界衛生大會」的提案列入議程。

#### 反對中華民國參與聯合國
1998年9月，巴基斯坦在聯合國大會的總務委員會中，發言反對將「基於國際情勢之變遷以及中國分治之事實，應重新檢討聯大第二七五八（貳拾陸）號決議」的提案列入大會議程。1999年9月，巴基斯坦在聯合國大會的總務委員會中，發言反對將「應審視中華民國在台灣所處之特殊國際處境，以確保其二千二百萬人民參與聯合國之基本權利獲得完全尊重」的提案列入大會議程。2005年9月，巴基斯坦在聯合國大會的總務委員會中，發言反對將「台灣2300萬人民在聯合國的代表權問題」與「聯合國在維護台海和平方面扮演積極角色」兩提案列入大會議程。2007年9月，巴基斯坦在聯合國大會的總務委員會中，發言反對將「促請安全理事會依據安理會議事規則第59、60條及聯合國憲章第4條，處理臺灣之會員申請案」列入大會議程。這是首度由中華民國總統陳水扁致函聯合國秘書長潘基文以台灣名義申請入會。

## 經濟

### 貿易
中華民國對外貿易發展協會（外貿協會）與巴基斯坦商工總會以及貿易發展局向來保持友好的合作關係，外貿協會亦多次赴巴基斯坦辦理拓銷活動。
2013年7月、11月，分別邀請巴基斯坦商工總會、拉合爾商工會會長組團前往臺灣採購並與外貿協會簽署合作備忘錄。
2014年，外貿協會秘書長訪問巴基斯坦商工總會與喀拉蚩商工會。
2020年9月，巴基斯坦駐埃及大使館的貿易暨投資專員前往外貿協會開羅台灣貿易中心會見主任，討論雙方貿易關係。
| 年分 | 貿易總額    | 貿易總額 | 貿易總額 | 出口至巴基斯坦 | 出口至巴基斯坦 | 出口至巴基斯坦 | 自巴基斯坦進口 | 自巴基斯坦進口 | 自巴基斯坦進口 | 順逆差 |
| 年分 | 金額        | 年增減   | 排名     | 金額           | 年增減         | 排名           | 金額           | 年增減         | 排名           | 順逆差 |
| ---- | ----------- | -------- | -------- | -------------- | -------------- | -------------- | -------------- | -------------- | -------------- | ------ |
| 2017 | 655,618,571 | ▲8.0%    | 49       | 518,157,064    | ▲14.5%         | 37             | 137,461,507    | ▼11.2%         | 57             | 順差▲  |
| 2018 | 912,185,508 | ▲39.1%   | 44       | 729,802,795    | ▲40.8%         | 31             | 182,382,713    | ▲32.7%         | 55             | 順差▲  |
| 2019 | 727,903,785 | ▼20.2%   | 47       | 626,363,654    | ▼14.2%         | 33             | 101,540,131    | ▼44.3%         | 63             | 順差▼  |
| 2020 | 524,579,027 | ▼27.9%   | 50       | 440,484,787    | ▼29.7%         | 37             | 84,094,240     | ▼17.2%         | 70             | 順差▼  |
| 2021 | 887,243,967 | ▲69.1%   | 48       | 728,192,543    | ▲65.3%         | 34             | 159,051,424    | ▲89.1%         | 62             | 順差▲  |
| 2022 | 832,214,662 | ▼6.2%    | 50       | 537,283,006    | ▼26.2%         | 42             | 294,931,656    | ▲85.4%         | 55             | 順差▼  |
| 2023 | 455,565,226 | ▼45.3%   | 56       | 369,181,838    | ▼31.3%         | 41             | 86,383,388     | ▼70.7%         | 72             | 順差▲  |
| 2024 | 389,409,727 | ▼14.5%   | 58       | 307,402,432    | ▼16.7%         | 44             | 82,007,295     | ▼5.1%          | 72             | 順差▼  |

2023年的兩國貿易項目如下：
出口至巴基斯坦的前10大項目為：熱軋或冷軋之铁或非合金鋼扁軋製品；多元羧酸及其酐、鹵化物、过氧化物與过氧酸，其鹵化、磺化、硝化或亞硝化衍生物；苯乙烯之聚合物；環烴；礦物或化學鉀肥；聚縮醛、环氧树脂、醇酸樹脂、聚碳酸酯、聚丙烯酯與其他聚酯、聚醚；合成纖維絲紗；非環醇及其鹵化、磺化、硝化或亞硝化衍生物；未初梳、精梳或未另行處理以供紡製用之合成纖維棉；合成橡胶之板、片、條與從油類獲得之硫化油膏等。
自巴基斯坦進口的前10大項目為：未變性與已變性之乙醇（酒精）；石油與提自瀝青礦物之油類（原油除外）、以石油或瀝青質礦物為基本成份之未列名製品、廢油；油料種子與油質果实；廢棉；針織或鉤針織套頭衫、無領開襟上衣、外穿式背心與類似品；針織或鉤針織T恤、汗衫與其他；铜廢料與碎屑；连裤袜、緊身襪、長襪、短襪、壓力襪與鞋襪；男用或男童用服飾；非供零售用棉紗等。

### 投資
根據中華民國經濟部投資審議司統計，截至2023年，臺商赴巴基斯坦總投資金額約47萬美元，計有3件。主要投資項目為化學材料與化學製品、电子计算机與電子產品、光学製品；巴基斯坦赴臺灣總投資金額約529.9萬美元，計有107件。主要投資項目為批發與零售、農林漁牧、電子零件、機械設備、成衣、營造、服務業等。
截至2023年，在巴基斯坦僅有1家臺商，投資金額約5萬美元，從事進出口貿易。在巴基斯坦無臺商組織，亦無臺灣的金融機構。

## 交流

### 援助
2005年10月8日，巴基斯坦控制的喀什米爾地區發生大地震，中華民國提供27噸可供5萬人使用之緊急醫療救援物品及器材，並提供食米等物資援助。
2012年，財團法人羅慧夫顱顏基金會、巴基斯坦唇顎裂專科醫院及巴基斯坦唇顎裂協會合作「愛心無國界－巴基斯坦唇顎裂治療服務計畫」，藉重長庚醫療團隊在顱顏領域之專業，協助巴基斯坦唇顎裂專業醫院建立完整的顱顏醫療團隊，並成為該國第一家唇顎裂培訓中心。全案計畫歷程2年，費用包含兩地文宣、培訓、機器設備、手術及學術研討會等項目，嘉惠1,020名唇顎裂貧窮患者，86名醫護人員接受訓練。

## 簽證

持中華民國護照的中華民國國民簽證要求分布圖：入境巴基斯坦需要簽證。

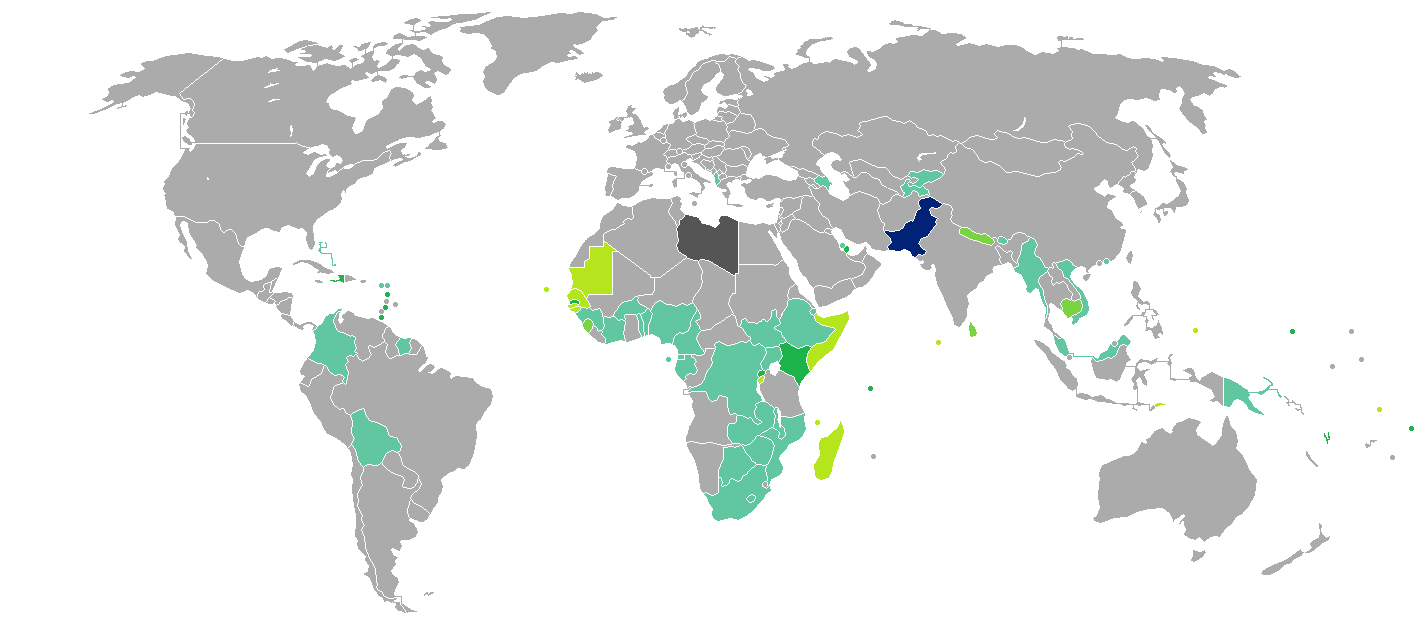
持巴基斯坦護照的巴基斯坦國民簽證要求分布圖：入境中華民國需要簽證。

兩國國民皆須申請簽證方可入境對方國家。持中華民國護照與邀請函的中華民國國民僅允許申請訪問、商務、媒體從業人員簽證，可就近至巴基斯坦駐香港總領事館申請。經巴基斯坦轉機等待未超過24小時，不需申辦過境簽證。
持巴基斯坦護照的巴基斯坦國民抵台參加由中央政府機關主辦、協辦或贊助之國際會議、運動賽事、商展活動，或經中華民國對外貿易發展協會駐當地機構之推薦，則可以電子簽證入境中華民國，停留最多30天並不得延期。

## 交通

### 航空

#### 客運
兩國無直航班機，可經由（不計航點遠近，截至2023年6月19日）：
- 臺北松山→成都、武漢[註 7]，再轉機前往巴基斯坦的國際機場（英语：List of airports in Pakistan）。
- 臺北桃園→北京-首都、成都、廣州、武漢、烏魯木齊、吉隆坡、曼谷、杜拜、伊斯坦堡、倫敦、羅馬（*季節性包機飛巴基斯坦）、米蘭*、多倫多→巴基斯坦。
- 臺中→廣州→巴基斯坦。
- 高雄→北京-首都、廣州、武漢、吉隆坡、曼谷→巴基斯坦。

## 外部連結
- 中華民國外交部－巴基斯坦伊斯蘭共和國簡介 （页面存档备份，存于）
- 駐沙烏地阿拉伯王國台北經濟文化代表處
- 駐馬來西亞臺北經濟文化辦事處
- 駐香港臺北經濟文化辦事處
- 外交部領事事務局－國外旅遊警示分級表
- 中華民國衛生福利部－國際旅遊疫情建議等級
- 中華民國國際經濟合作協會 （页面存档备份，存于）